# Аерогарата
„Аерогарата“ е квартал на град София, България, разположен в район „Слатина“ (с малка част в район „Кремиковци“), на 6,7 километра източно от центъра на града.
Той включва Летище София и прилежащите му сгради и съоръжения североизточно от улиците „Мими Балканска“ и „Продан Таракчиев“. Граничи с квартал „Враждебна“ на север, „Нова махала – Враждебна“ на изток, невключени в квартали незастроени терени на север и изток, промишлените зони „Искър“ и „Слатина“ на юг и кварталите „Христо Ботев“ и „Васил Левски“ на запад.

## Улици и произход на имената им
| Път                | Наречен на                                       | Местоположение |
| ------------------ | ------------------------------------------------ | -------------- |
| „8-ма“             | ?                                                | Карта          |
| „Брюксел“          | Брюксел, град в Белгия                           | Карта          |
| „Източна тангента“ | Изток, географска посока                         | Карта          |
| „Мария Атанасова“  | Мария Атанасова (1926 – 2000), авиаторка         | Карта          |
| „Мими Балканска“   | Мими Балканска (1902 – 1984), певица             | Карта          |
| „Продан Таракчиев“ | Продан Таракчиев (1885 – 1957), офицер и авиатор | Карта          |
| „Радул Милков“     | Радул Милков (1883 – 1962), офицер и авиатор     | Карта          |